# Pheidole peguensis
Pheidole peguensis är en myrart som beskrevs av Carlo Emery 1895. Pheidole peguensis ingår i släktet Pheidole och familjen myror.

## Underarter
Arten delas in i följande underarter:
- P. p. peguensis
- P. p. yomensis